# مانیشا پانا
مانیشا پانا (انگلیسی: Manisha Panna؛ زادهٔ ۲۰ آوریل ۱۹۹۱) بازیکن فوتبال اهل هند است.
وی همچنین در تیم ملی فوتبال زنان هند بازی کرده‌است.